# Al Dubin
Alexander Dubin (10 de junho de 1891 – 11 de fevereiro de 1945) foi um letrista estadunidense que nasceu em Zurique, Suíça. É mais conhecido por suas colaborações com o compositor Harry Warren.

## Biografia
Dubin veio de uma família judia russa que emigrou para os Estados Unidos da Suíça quando ele tinha dois anos. Cresceu na Filadélfia e começou a escrever letras para shows da Broadway e filmes musicais.
Alguns de seus sucessos incluem "Tiptoe Through the Tulips", "I Only Have Eyes for You", "Lullaby of Broadway" e "September in the Rain". Ganhou um Oscar em 1935 pela melhor canção original por "Lullaby of Broadway". 

## Morte
Dubin teve problemas com álcool e drogas e morreu em 1945, em Nova Iorque, aos 53 anos.